# 베레니스 베조
베레니스 베조(Bérénice Bejo, 1976년 7월 7일 ~ )는 아르헨티나 출신의 프랑스 배우이다. 2011년 영화 《아티스트》로 제37회 세자르상 여우주연상을, 2013년 칸 영화제에서 영화 《아무도 머물지 않았다》로 여우주연상을 수상했다.

## 출연 작품

### 영화
- 최우수 여자 신인배우상 (2000, Meilleur Espoir féminin)
- 갇힌 여인 (2000, La Captive)
- 기사 윌리엄 (2001)
- 여성 삶의 24시 (2002, Vingt-quatre Heures de la vie d'une femme)
- OSS 117 : 카이로 - 스파이의 둥지 (2006)
- 앙리-조르주 클루조의 지옥 (2009, L'Enfer d'Henri-Georges Clouzot) - 다큐멘터리
- 아티스트 (2011)
- 사랑은 타이핑 중! (2012)
- 메리다와 마법의 숲 (2012) - 프랑스어 더빙
- 사랑받고 내쳐진 (2013, Seduced and Abandoned) - 다큐멘터리
- 아무도 머물지 않았다 (2013)
- 더 서치 (2014)
- The Childhood of a Leader (2015)
- 달콤한 꿈 (2016, Fai bei sogni)
- 이터너티 (2016, Éternité)
- 네 멋대로 해라 : 장 뤽 고다르 (2017)
- 1975 킬링필드, 푸난 (2018, Funan) - 목소리
- 소리 없는 (2018, La quietud)
- 이케아 옷장에서 시작된 특별난 여행 (2018)
- 위험한 만찬 (2018)
- 파리의 책방 (2021, Il materiale emotivo)
- 카메라를 멈추면 안돼! 프랑스에서도 (2022)

### 텔레비전
- Julie Lescaut (1997)

## 수상
- 세자르상 여우주연 (2011)
- 뤼미에르상 여우주연 (2011)
- 칸 영화제 여우주연 (2013)